# Нападение на школы в Аракрусе
Нападение на школы в Аракрусе (штат Эспириту-Санту, Бразилия) произошло 25 ноября 2022 года, когда молодой человек ворвался в две школы и открыл огонь. Четыре человека погибли и по меньшей мере одиннадцать получили ранения.

## Ход событий
Нападение началась около 9:30 утра. Стрелок действовал в камуфляжной одежде и капюшоне. Он сломал висячий замок и вторгся в государственную начальную и среднюю школу Примо-Битти, выстрелив в 11 человек, двое из которых были учителями и погибли на месте. Затем он поехал в частную часть Centro Educacional Praia de Coqueiral, войдя в 9:49 через ворота, которые не были заперты, и выстрелил в ещё трёх жертв, одна из которых, ученица 6-го класса начальной школы погибла на месте. Через минуту, в 9:50, стрелок скрылся из школы на машине. Он исчез до начала дня, когда военная полиция сообщила, что подозреваемый задержан. Ему было 16 лет, на камуфляжной одежде, которую он носил во время нападения, был нацистский символ, и он признался в том, что является нападавшим, заявив, что планировал его 2 года. Стрелок был бывшим учеником государственной школы Примо Бритти и использовал два пистолета своего отца, офицера военной полиции.

## Преступник
Нападавший Габриэл Родригес Кастильони был активен в сетевых неонацистских сообществах, пропагандирующих акселерационизм. Его одежда во время нападений напоминала форму членов террористической организации Atomwaffen Division. На плечевом рукаве камуфляжа Родригеса был самодельный флаг нацистской Германии. Он также использовал камуфляж бразильской армии, включая шляпу.
Оружие, использованное в нападениях, принадлежало отцу Родригеса, лейтенанту военной полиции. Он утверждал, что начал планировать нападение с 2019 года, когда над ним издевались в его школе. Родригес тайно имел доступ к отцовскому оружию и учился обращаться с ним с помощью инструкций в интернете.

## Последствия
После нападения муниципалитет Аракрус объявил о приостановке занятий в муниципальной сети.
Губернатор Эспириту-Санту Ренато Касагранде объявил трёхдневный официальный траур в штате.

## Третье нападение в тот же день
Днём того же дня 15-летний подросток напал на четырёх учеников со шпилькой наугад в начальной школе Клерес Мартинс Морейра в муниципалитете Колатина, также в Эспириту-Санту. Нападавший был обезврежен стажёром и преподавателем. Согласно информации из школы и семьи, молодой человек учится в учебном отделении и принимает лекарства из-за психических проблем. Однако, по мнению мэрии, этот инцидент не имеет никакого отношения к преступлению в Аракрусе. Муниципальная администрация Колатины приостановила занятия в образовательной сети из-за событий в этом городе и в Аракрусе.